# Cassà de la Selva
Cassà de la Selva (em catalão e oficialmente) ou Cassá de la Selva (em castelhano) é um município da Espanha na comarca de Gironès, província de Girona, comunidade autónoma da Catalunha. Tem 45,2 km² de área e em 2021 tinha 10 505 habitantes (densidade: 232,4 hab./km²).

## Demografia
| Variação demográfica do município entre 1991 e 2004 | Variação demográfica do município entre 1991 e 2004 | Variação demográfica do município entre 1991 e 2004 | Variação demográfica do município entre 1991 e 2004 |
| --------------------------------------------------- | --------------------------------------------------- | --------------------------------------------------- | --------------------------------------------------- |
| 1991                                                | 1996                                                | 2001                                                | 2004                                                |
| 7165                                                | 7428                                                | 7712                                                | 8325                                                |